# برایان وانگ
برایان وانگ (انگلیسی: Bryan Wong؛ زادهٔ ۳۰ ژانویهٔ ۱۹۷۱) مجری تلویزیون و بازیگر تلویزیون اهل سنگاپور است. وی از سال ۱۹۸۱ میلادی تاکنون مشغول فعالیت بوده است.